# Pistole Typ 14
Die Pistole Typ 14 (jap. 十四年式拳銃, jūyon nenshiki kenjū, dt. „Pistole Jahresmodell 14“) war die Standard-Faustfeuerwaffe der Kaiserlich Japanischen Armee während des Zweiten Weltkrieges. In der Fachliteratur findet die Waffe Erwähnung unter verschiedenen Bezeichnungen, wie Nambu Taisho 14, Nambu-Pistole Modell 14 oder auch Taisho 14.

## Geschichte
Die Pistole wurde vom japanischen Waffenkonstrukteur Major Nambu Kijirō entwickelt, der später in den Rang eines Generals befördert wurde. Die Waffe entstand 1925 als Weiterentwicklung des Vorgängermodells Typ 4 (auch als Typ A bezeichnet). Insgesamt lag der Schwerpunkt der Weiterentwicklung in der vereinfachten Produktion gegenüber dem Vormodell. Die Jahreszahlenangabe bei japanischen Waffenmodellen bezieht sich dabei häufig auf das Amtsjahr der Regentschaft des jeweiligen japanischen Kaisers, im Falle dieser Waffe auf das 14. Jahr seit Amtsantritt des Kaisers Taishō.

## Technik

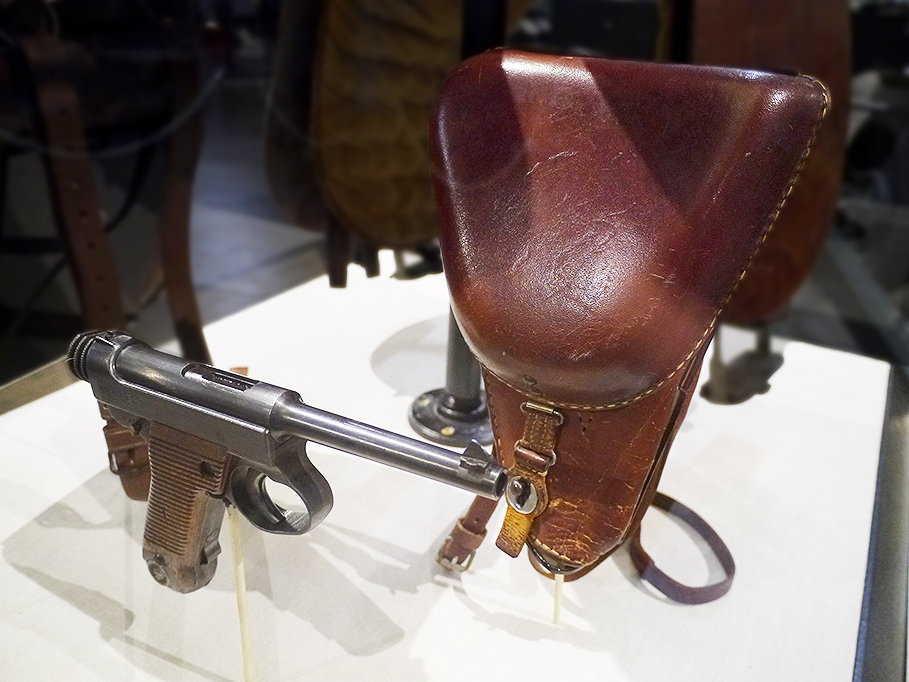
Typ 14 Pistole der Serie 1 mit original Magazin und Holster (ausgestellt im Texas Military Forces Museum in Austin (Texas))

Die Waffe ähnelt entfernt der Pistole 08, hat jedoch mit ihr nichts gemein. Die Verriegelung der 08 basiert auf einem Kniegelenkverschluss, während die Nambu über einen kurz zurückgleitenden Lauf verfügt, der beim Rücklauf von einer Nocke im Griffstück gefangen wird und dann entriegelt.
Während das Vorgängermodell noch über eine Griffsicherung verfügte, fiel diese beim Typ 14 weg. Spätere 14er Modelle sind an ihrem vergrößerten Abzugsbügel erkennbar, der Schießen auch mit Handschuhen erlaubt. Der ursprüngliche Bügel hingegen ist kreisrund. Die Waffe wird als nicht gelungen eingestuft: die Patrone hat zu geringe Energiereserven, die Magazin- und Schlagbolzenfedern sind oft schwach, was bisweilen in Ladehemmungen beziehungsweise Fehlzündungen resultiert. Auch nahm die Fertigungsqualität der Pistole im Verlaufe des Krieges immer weiter ab. Die Waffe liegt jedoch gut in der Hand und hat einen angenehm schwachen Rückstoß, gepflegte Exemplare sind sehr präzise.
Es entstand auch eine verkleinerte Version der Waffe (Baby-Nambu) im Kaliber 7 × 20 mm Nambu, die jedoch nur in einer Stückzahl von maximal 7.000 Stück gefertigt wurde. Dementsprechend sind solche Exemplare sehr rar und als Sammlerstücke begehrt.
Es gibt auch, ähnlich der deutschen Mauser C96, ein Modell mit einem hölzernen Anschlagkolben als Schulterstütze. Der innen hohle Anschlagschaft konnte auch als Holster benutzt werden, aus dem dann nur der untere Teil des Pistolengriffstückes herausragte.